# 戴晴
戴晴（1941年1月8日—），原名傅小慶、傅凝，祖籍江西省临川县，生於中国重慶市，自由作家。生父是革命烈士，1945年被日本宪兵杀害，之后戴晴成为中共元老叶剑英的养女。曾任中国航空工业部和公安部技术员、总参一局参谋、《光明日报》记者等职，是中国作家协会会员。

## 生平
戴晴之父傅大慶，早于1920年經陳獨秀介紹參加社會主義青年團，後隨周恩來參加南昌武裝起義。1940年，傅大慶与戴晴的母亲楊潔同居；次年結婚（由葉劍英任證婚人）后，傅大慶被派往北平敵佔區搞情報工作，直接與第三國際聯繫。1944年傅大慶遭日本憲兵隊逮捕殺害后，戴晴一直由葉劍英收養。
1960年戴晴考入哈爾濱軍事工程學院（現更名為國防科技大學，並南遷湖南長沙）学习導彈專業。畢業後她被分到中央軍委總參三所從事情報翻譯工作。戴晴后来因此被指為“國安部的特務”。
文化大革命結束後，戴晴在南京的解放軍外語學院進修英語兩年。期間她于1987年在《光明日報》上發表處女作短篇小說《盼》，把兩地分居的知識分子境遇中的酸、甜、苦、辣、咸寫得如訴如泣，頗獲好評。
進修後，戴晴轉到中國作協對外聯絡部。1982—1989年她在《光明日報》做记者，主持《學者答問錄》專欄，訪過了很多学者，其中包括方勵之、嚴家其、金觀濤等持不同政见者。1989年公开对三峡水电站的环境影响、移民政策等方面提出异议。
1989年的六四天安门事件后，戴晴因为支持不同政见者，在同年7月14日被捕并在秦城监狱关押。她于次年1月21日被释放后，又被监视居住了三个月。
1992年，戴晴获得国际报业联合会自由金筆獎。戴晴曾出现在纪录片《天安门》中，讲述对共产主义理想的思维变迁。
2017年，戴晴移居泰国清邁。2020年，新冠疫情爆发后，野夫在中国自由派知识分子中间，推销「清迈抱团买房方舟计划」。戴晴、李承鹏、唐云等人参与购房。该社区位于清邁古城十多公里外，由31座别墅组成。有着“作家村”和“知交小聚落”美称。戴睛与女儿共同生活于此。2024年9月，戴睛接受自由亚洲电台采访时，概括现状，“我现在总结我自己就叫‘三没两不’。三没：没有退休金、没有社保、没有医保；两不，第一我不生病，第二我不请工人，所有的事我都自己做。”

## 个人作品
- 小说集：《不》、《最后一个椭圆》
- 杂文集：《魂》、《追逐魔鬼，挝住上帝》
- 纪实文学作品：《梁潄溟、王实味、储安平》、《储安平与党天下》、《走出现代迷信》、《当代女性系列》、《学者答问录》、《长江长江》、《紅色警報：大兴安岭火灾直击报导》、《在如来佛掌中：张东荪和他的时代》、《我的入獄》。